# HD 45461
HD 45461，又名CP-63 561，SAO 249531、HR 2337，是一颗恒星，视星等为6.27，位于銀經273.28，銀緯-27.23，其B1900.0坐标为赤經6h 22m 22.9s，赤緯-63° -27.23′ 43″。